# Губастик
Губа́стик (лат. Mímulus) — род травянистых или полукустарниковых растений семейства Фримовые, встречающихся в районах с умеренным климатом повсеместно, кроме Европы. Ранее род включали в семейство Норичниковые.
Название Mimulus происходит от латинского слова mimus, что значит комедиант или шут, и выбрано отчасти из-за пёстрой окраски, отчасти из-за формы цветка, имеющего некоторое сходство с вытянутым лицом, отчего растение называют ещё обезьяньим цветком.

## Ботаническое описание

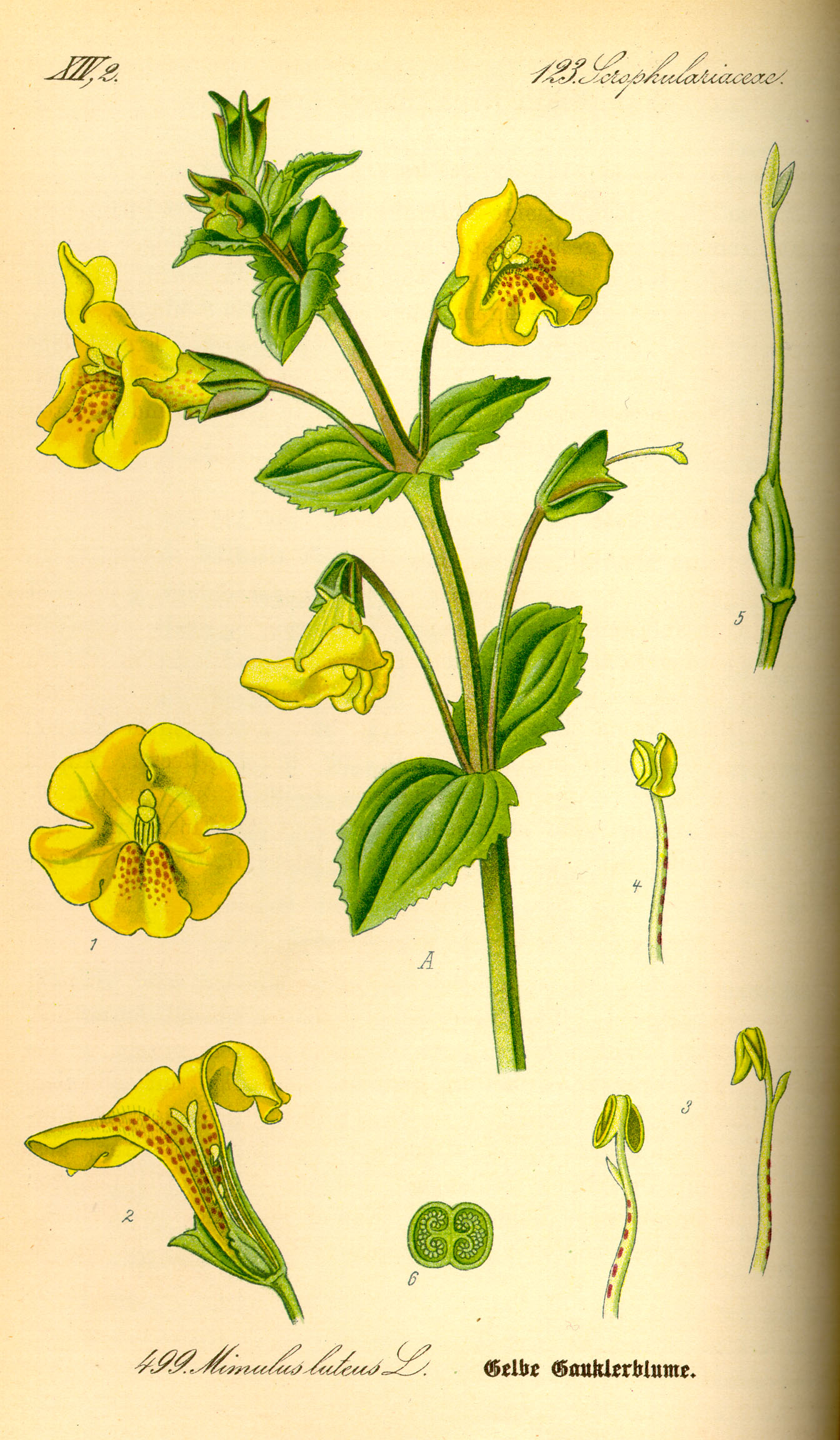
Губастик крапчатый (Mimulus guttatus).

Травянистые однолетние или многолетние растения с прямостоячими, стелющимися или лазающими побегами, голые или с железистыми волосками. Стебли одиночные или разветвлённые, в сечении круглые или квадратные, с крылышками.
Листья супротивные с цельным или зубчатым краем.
Цветки одиночные пазушные или на концах побегов, либо собраны в терминальные кисти. Прицветники выраженные или отсутствуют. Чашечка трубковидная или колокольчиковидная, часто разрастающаяся при плодоношении, голая или опушенная, 5-реберная, пятичленная, доли чашечки короткие, одинаковые или различающиеся. Венчик двугубый, трубка цилиндрическая, длиннее чашечки, верхняя часть с двумя выступающими бугорками. Нижняя губа трехдольная, доли часто оттопырены в одной плоскости, верхняя губа с двумя долями, направленными вверх или загнутыми назад. Тычинок четыре, парносростные различной длины, короче венчика. Рыльце пестика двулопастное.
Завязь прижатая, камерная. Семена многочисленные, мелкие, яйцевидной или овальной формы, гладкие или сетчатые.

## Распространение и среда обитания
Природный ареал охватывает регион от центральной и восточной Канады до восточных штатов США в Северной Америке, от Нигерии до Эфиопии и ЮАР в Африке, Мадагаскар, тропические и субтропические области Азии, cеверную Австралию.

## Хозяйственное значение и использование
Различные виды выращиваются в альпинариях и как почвопокровные растения. Также используют в клумбах и контейнерном озеленении.

## Классификация

### Таксономия
Mimulus L., 1753, Sp. Pl. : 634
Род Губастик относится к семейству Фримовые (Phrymaceae) порядка Ясноткоцветные (Lamiales), который последовательно входит в вышестоящие клады Ламииды → Астериды → Суперастериды → Эвдикоты → Цветковые растения. Таксономическая схема в соответствии с Системой APG IV по состоянию на декабрь 2023 года:
|  |                          |  |                                   |                                   |                    |  | еще 23 семейства |              |              |                                                           |
|  |                          |  |                                   |                                   |                    |  |                  |              |              | 11 подтвержденных видов и 31 вид, ожидающий подтверждения |
|  |                          |  |                                   | порядок Ясноткоцветные            |                    |  |                  |              | род Губастик |                                                           |
|  |                          |  |                                   | порядок Ясноткоцветные            |                    |  |                  |              | род Губастик |                                                           |
|  | клада Цветковые растения |  |                                   |                                   | семейство Фримовые |  |                  |              |              |                                                           |
|  | клада Цветковые растения |  |                                   |                                   |                    |  |                  |              |              |                                                           |
|  |                          |  | ещё 63 порядка цветковых растений | ещё 63 порядка цветковых растений |                    |  |                  | еще 14 родов | еще 14 родов |                                                           |
|  |                          |  |                                   | ещё 63 порядка цветковых растений |                    |  |                  |              | еще 14 родов |                                                           |

### Виды
- Mimulus alatus Aiton
- Mimulus angustatus (A.Gray) A.Gray
- Mimulus aquatilis A.R.Bean
- Mimulus austiniae (Greene) A.L.Grant
- Mimulus gracilis R.Br.
- Mimulus layneae (Greene) Jeps.
- Mimulus madagascariensis Benth.
- Mimulus orbicularis Wall. ex Benth.
- Mimulus ringens L. — Губастик разинутый
- Mimulus strictus Benth.
- Mimulus subuniflorus (Hook. & Arn.) Jeps.

Многочисленные виды (более 150), ранее включавшиеся в род Губастик, по современной классификации отнесены к другим родам, в основном Erythranthe:
- Mimulus cardinalis Douglas ex Benth. — Губастик красный → Erythranthe cardinalis
- Mimulus guttatus DC. — Губастик крапчатый → Erythranthe guttata
- Mimulus inflatus (Miq.) Nakai — Губастик вздутый → Erythranthe inflata
- Mimulus luteus L. — Губастик жёлтый → Erythranthe lutea
- Mimulus moschatus Douglas ex Lindl. — Губастик мускусный → Erythranthe moschata
- Mimulus pilosiusculus Kunth — Губастик слабоволосистый → Erythranthe glabrata
- Mimulus sessilifolius Maxim. — Губастик сидячелистный → Erythranthe sessilifolia
- Mimulus stolonifer Novopokr. — Губастик отпрысковый → Erythranthe stolonifera
- Mimulus tenellus Bunge — Губастик тоненький → Erythranthe tenella